# كأس بلغاريا 2012–13
كأس بلغاريا 2012–13 (بالبلغارية: Купа на България по футбол 2012/13)‏ هو الموسم 91 من كأس بلغاريا. أقيم خلال الفترة 10 أكتوبر 2012 وحتى 15 مايو 2013، وأشرف على تنظيمه اتحاد بلغاريا لكرة القدم، وكان عدد الأندية المشاركة فيه 38، وفاز فيه نادي بيروي ستارا زاغورا.